# Торлаци
Торлаци је регионални назив који се употребљава за становнике настањене у источној Србији и северозападној Бугарској. У 19. веку Торлак је Србин са југа; израз којим се потцењује — означава припадник нације са периферије српства. Предео који насељавају се назива Торлак, Торлачија или Торлачко. Они су, у најширем смислу, носиоци шопског културног типа, а Торлак је део шире територијалне целине Шоплука.

## Етимологија
Сам назив Торлак је конструкт који долази од речи tor („прегача”), која се и данас користи у персијском. У питању је термин за младе бекташије који су увођени у тајне реда. То потврђују и европски путописци, који су забележили фразу Torlacis, monachi Turcici. Како су дервиши временом стекли веома негативну репутацију, то је та реч попримила негативне конотације, па тако и у бугарском и румунском језику она означава пијанца, пропалицу, скитницу, необразованог човека и сл. С обзиром да је Пирот био значајно дервишко средиште (у османским изворима зато познат као Шехиркој — од şeyhler köyü, „село шејхова”), чини се да одавде потиче овај погрдни термин, а то потврђује и картографски материјал (који смешта имагинарну планину Тори, која је повремено изједначена са Старом планином, на простор између Беле Паланке и Пирота).

## Торлак
Торлак је предео чије границе нису још увек дефинисане. Ова област се простире долином доњег Трговишког Тимока и готово целог Белог Тимока, као и на околним падинама Старе планине, Тупижнице и Тресибабе, тако да чини највећи део општине Књажевац и јужни део града Зајечара, на територији Србије. Године 1895. се каже да цела Стара планина са подгорјем „саставља предео Торлак”. У Бугарској се простире на источним падинама Старе планине, у општинама Белоградчик, Чупрене и Ћипровци. Међутим, прецизне границе још нису тачно одређене због различитих степена идентификације становништва са именом Торлаци. По Бугарима, (1892) Торлаци живе око места Трна и Брезника. И Видинска област се по Станоју Мијатовићу назива Торлак.
Према неким изворима из 19. века Торлак је обухватао знатно шире подручје, тако је Милан Милићевић 1882. године записао да се предео на југ од планине ка Нишави и Пироту зове Торлак или обичније Торлачко, а људи Торлаци. Он 1884. године наводи да се Торлак, по казивању сељака, пружа више Цариброда до Губеша, последњег торлачког села на тој страни, а докле се простире на запад и југ није могао тачно сазнати јер једни веле на запад до Беле Паланке, а на југ до Лужнице, док други кажу да се пружа чак до Ниша и до Знепоља. Константин Јиречек, 1888. године, је написао како се становници царибродског и пиротског краја често називају Торлацима, али они тај назив доживљавају као увреду.
Део територије града Београда назива се Торлак, а име је добио по становништву, које се ту доселило из источне Србије, из Сврљига за време вожда Карађорђа. То је 1938. године судећи по једној реклами био „најздравији део Београда”.
Републички завод за статистику Србије је на попису 2011. године Торлаке приказао као посебну статистичку категорију у рубрици „национална припадност”, а тако се изјаснило свега 12 становника Србије.

## Говор
Торлаци говоре тимочким говором тимочко-лужничког дијалекта српског језика која је део дијалектне групе познате под називом призренско-тимочки дијалект. Такође, ова дијалектна група се погрешно назива и торлачки дијалект, иако сви његови говорници нису Торлаци.

## Обичаји
Торлаци, као и остали Срби, празнују породичну светковину крсну славу, која се код њих зове светац. После Другог светског рата Торлаци у Србији почињу да се користе термином слава који је највише заступљен код Срба, тако да данас тај термин искључиво користе. Торлаци у Бугарској славу празнују једном годишње, док у Србији то чине двапут годишње. Такође, код Торлака у Бугарској славу наслеђује домаћин куће од претходног домаћина, док код Торлака у Србији она се наслеђује са земљишним поседом, па се може десити да се наслеђивањем више земљишних поседа може имати више слава. Госте на славу, у Србији, позива дете из куће која слави нудећи их ракијом, док у Бугарској госте позива невеста, најмлађа жена из куће, нудећи их вином. У Бугарској се главни обред, обред резања хлеба, званог колач или погача, обавља увече, пре дана посвећеног свецу који се слави. У Србији се то вече, које се зове повечерје, врши обред ломљења обредног хлеба званог вечерњача или вечерница, или више обредних безимених хлебова, а главни обред, обред резања колача, се обавља на дан свеца. Поред колача и других обредних хлебова следује и хлеб летурђија, док у Бугарској се уз колач не месе други хлебови, осим у мањем броју белоградчишких села хлеб Света Петка. И у Бугарској и у Србији други дан славе се назива патерица или патарица, али се у Бугарској јавља и назив бабиндан а у Србији окриље. Сеоска слава код Торлака у Србији се назива завећана или селска завећана, док код Торлака у Бугарској сабор или збор. Такође, постоје и заједничке славе више породица које имају земљу у једном делу сеоског атара, и оне се у Србији исто зову завећане, а у Бугарској оброк или немају посебно име.

## Удружења
У Србији постоји Завичајно друштво Тимочана — Торлака, које је основано 1997. године у Минићеву, са циљем да афирмише и негује културно-историјске и природне баштине торлачког краја. Први председник друштва је био привредник Божин Јовановић, отац Миће Јовановића, бившег ректора Универзитет Мегатренда. Друштво сваке године организује манифестацију Торлачко вече на којој се окупљају Торлаци из Србије и Бугарске. Такође, постоји и Торлачко друштво Ждребче са седиштем у Белоградчику, које организује сваке године сусрет са Торлацима из Србије.

## Знаменити Торлаци
- Иван Југовић, знаменити римокатолички свештеник из Ћипроваца.
- Петар Југовић, кнез Ћипроваца
- Франческо Марканић, кнез Ћипроваца
- Петар Парчевић, знаменити римокатолички свештеник из Ћипроваца.
- Франческо Сојмировић, знаменити римокатолички свештеник из Ћипроваца.
- Петар Богдан, знаменити римокатолички свештеник из Ћипроваца.
- Крсто Пејкић, знаменити римокатолички свештеник из Ћипроваца.
- Анастас Јовановић, први српски литограф и други српских фотограф. Рођен у Враци, а пореклом из Берковца, данас у Бугарској.
- Аца Станојевић, истакнут политичар Народне радикалне странке. Родом из Књажевца.
- Владимир Станковић, познати новинар. Родом из Књажевца.
- Мирослав Милисављевић, српски и југословенски генерал. Родом из Књажевца.
- Тихомир Ђорђевић, етнолог, фолклориста и културни историчар, професор београдског универзитета. Родом из Књажевца.
- Живојин Станковић, пилот Краљевине Србије. Припадао је првој групи од шест пилота који су се школовали у Француској 1912. године. Родом из Књажевца.
- Стеван Јаковљевић, професор Универзитета у Београду и ректор од 1945. до 1950, биолог, књижевник и редовни члан Српске академије наука и уметности. Родом из Књажевца.
- Неда Арнерић, позната српска и југословенска филмска и позоришна глумица. Народна посланица у првом сазиву Народне скупштине Републике Србије (2000—2004). Родом из Књажевца.
- Саша Јеленковић, књижевник из Зајечара, пореклом из села Дреновац код Књажевца]].
- Александар Аца Трандафиловић, интерпретатор изворне народне и староградске музике, родом из Зајечара.